# Alessandro Degasperi
Alessandro Degasperi (* 23. November 1980 in Trient) ist ein italienischer Triathlet und Ironman-Sieger (2015). Er wird in der Bestenliste italienischer Triathleten auf der Ironman-Distanz geführt.

## Werdegang
Alessandro Degasperi begann 1996 mit Triathlon.

### Europameister Wintertriathlon 2005
2005 wurde er in Freudenstadt Europameister im Wintertriathlon. Im Juni wurde er in Sanremo nationaler Vizemeister auf der Triathlon-Kurzdistanz.
2007 und erneut 2008 wurde er jeweils Zweiter bei den Ironman 70.3 European Championships in Wiesbaden (1,9 km Schwimmen, 90 km Radfahren und 21,1 km Laufen). Im August 2012 gewann er die Erstaustragung des Ironman 70.3 in Salzburg. In Wiesbaden wurde er im August 2013 Dritter bei den Ironman 70.3 European Championships.
Im Juli 2014 startete Alessandro Degasperi erstmals auf der Ironman-Distanz (3,86 km Schwimmen, 180,2 km Radfahren und 42,195 km Laufen) und er wurde Fünfter beim Ironman Germany (Ironman European Championships) in Frankfurt am Main.

### Ironman-Sieger 2015
Im Mai 2015 gewann er bei seinem zweiten Ironman-Start den Ironman Lanzarote.
2017 wurde er Zweiter beim Ironman Lanzarote und zwei Monate später im Juli auch beim Ironman France.
Im Mai 2018 konnte der damals 37-Jährige zum zweiten Mal nach 2015 den Ironman Lanzarote gewinnen. Im Mai 2023 wurde Degasperi im Ironman Lanzarote Achter.
Im Januar 2025 wurde der 44-Jährige Sechster bei der italienischen Meisterschaft Winter-Triathlon.

### Privates
Alessandro Degasperi lebt mit seiner Frau und einem Sohn in Panchià im Fleimstal.

## Sportliche Erfolge

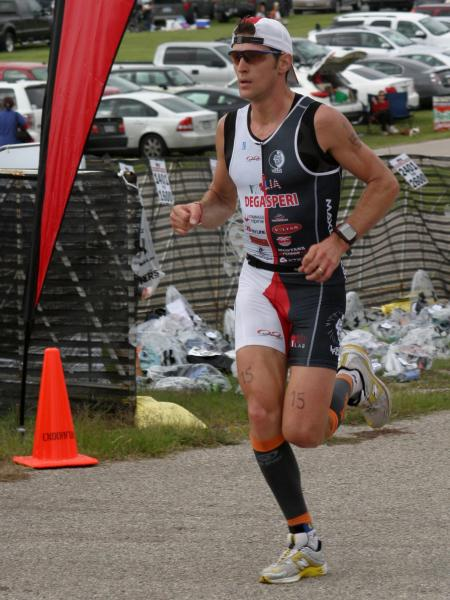
Alessandro Degasperi beim Ironman 70.3 Austin (2009)

| Datum/Jahr    | Rang | Wettbewerb                            | Austragungsort  | Zeit        | Bemerkung |
| ------------- | ---- | ------------------------------------- | --------------- | ----------- | --- |
| 2. Juli 2017  | 2    | Ironman 70.3 Edinburgh                | Edinburgh       |             | |
| 25. Okt. 2015 | 1    | Challenge Sardinia                    | Pula            | 03:53:56    | |
| 9. Mai 2015   | 2    | Kalterer See Triathlon                | Kalterer See    | 01:56:02,5  | |
| 1. Juni 2014  | 15   | Ironman 70.3 Italy                    | Pescara         | 03:59:51    | |
| 5. Okt. 2013  | 5    | Ironman 70.3 Lanzarote                | Lanzarote       | 04:16:14    | |
| 11. Aug. 2013 | 3    | Ironman 70.3 Germany                  | Wiesbaden       | 04:00:14    | Dritter bei der Ironman 70.3 European Championship                                                                                 |
| 9. Juni 2013  | 2    | Ironman 70.3 Italy                    | Pescara         | 04:03:12    | Zweiter hinter Horst Reichel |
| 11. Mai 2013  | 12   | Ironman 70.3 Mallorca                 | Alcúdia         | 04:03:12    | |
| 10. Nov. 2012 | 4    | Ironman 70.3 Lanzarote                | Lanzarote       | 04:13:32    | |
| 26. Aug. 2012 | 1    | Ironman 70.3 Zell am See-Kaprun       | Zell am See     | 03:46:06    | Sieger der Erstaustragung |
| 14. Juli 2012 | 3    | 5150 Zürich                           | Zürich          |             | [ 1 ] |
| 10. Juni 2012 | 2    | Ironman 70.3 Italy                    | Pescara         | 04:15:31    | |
| 20. Mai 2012  | 4    | Ironman 70.3 Austria                  | St. Pölten      | 03:57:25    | |
| 19. Feb. 2012 | 3    | Ironman 70.3 Sri Lanka                | Colombo         | 04:00:54    | Dritter bei der Erstaustragung |
| 4. Dez. 2011  | 10   | Ironman 70.3 Asia Pacific             | Phuket          | 04:07:18    | |
| 12. Juni 2011 | 2    | Ironman 70.3 Italy                    | Pescara         | 04:10:54    | bei der Erstaustragung Zweiter hinter seinem Landsmann Daniel Fontana                                                              |
| 22. Mai 2011  | 4    | Ironman 70.3 Austria                  | St. Pölten      | 03:59:12    | [ 2 ] |
| 7. Mai 2011   | 2    | Kalterer See Triathlon                | Kalterer See    | 01:56:04.30 | auf der olympischen Distanz (1,5 km Schwimmen 40 km Radfahren und 10 km Laufen) hinter dem Sieger Daniel Hofer                     |
| 1. Mai 2011   | 5    | Ironman 70.3 St. Croix                | Saint Croix     | 04:16:24    | |
| 19. März 2011 | 5    | Ironman 70.3 San Juan                 | San Juan        | 04:01:15    | [ 3 ] |
| 23. Jan. 2011 | 3    | Ironman 70.3 South Africa             | Buffalo City    | 04:15:19    | |
| 5. Sep. 2010  | 3    | Challenge Walchsee-Kaiserwinkl        | Walchsee        | 04:04:52    | Dritter bei der Erstaustragung hinter dem Sieger Michael Weiss aus Österreich (1,9 km Schwimmen, 90 km Radfahren und 21 km Laufen) |
| 7. Juni 2009  | 3    | Ironman 70.3 Switzerland              | Rapperswil-Jona |             | |
| 10. Aug. 2008 | 2    | Ironman 70.3 Germany                  | Wiesbaden       | 04:11:18    | Zweiter hinter dem Deutschen Faris Al-Sultan                                                                                       |
| 2. Aug. 2008  | 2    | ITA Triathlon National Championships  | Tarzo           | 01:52:11    | |
| 14. Juli 2007 | 2    | ITA Triathlon National Championships  | Tarzo           | 01:57:08    | |
| 2007          | 2    | Sempachersee-Triathlon                | Nottwil         | 02:02:22    | Zweiter hinter dem Schweizer Sven Riederer                                                                                         |
| 19. Aug. 2007 | 2    | Ironman 70.3 Germany                  | Wiesbaden       |             | |
| 13. Mai 2006  | 3    | Kalterer See Triathlon                | Kalterer See    | 01:58:16    | [ 7 ] |
| 19. Juni 2005 | 2    | ITA Triathlon National Championships  | Sanremo         | 01:59:13    | |
| 2005          | 13   | ETU Triathlon European Championships  | Lausanne        | 01:57:14    | Europameisterschaft |
| 2005          | 2    | Kalterer See Triathlon                | Kalterer See    | 01:58:16    | |
| 2003          | 27   | ETU Triathlon European Championships  | Karlsbad        | 02:00:50    | |
| 9. Nov. 2002  | 7    | ITU Triathlon World Championships U23 | Cancún          | 01:53:46    | |
| 2002          | 18   | ETU Triathlon European Championships  | Győr            | 01:53:29    | |
| 23. Juni 2001 | 31   | ETU Triathlon European Championships  | Karlsbad        | 02:13:04    | [ 8 ] |

| Datum/Jahr    | Rang | Wettbewerb                                      | Austragungsort    | Zeit     | Bemerkung                                                                  |
| ------------- | ---- | ----------------------------------------------- | ----------------- | -------- | -------------------------------------------------------------------------- |
| 20. Mai 2023  | 8    | Ironman Lanzarote                               | Puerto del Carmen | 09:14:31 |                                                                            |
| 4. Mai 2019   | 11   | ITU Long Distance Triathlon World Championships | Pontevedra        | 05:19:45 |                                                                            |
| 26. Mai 2018  | 1    | Ironman Lanzarote                               | Puerto del Carmen | 08:52:16 |                                                                            |
| 15. Apr. 2018 | 7    | Ironman South Africa                            | Port Elizabeth    | 08:25:10 |                                                                            |
| 14. Okt. 2017 | 20   | Ironman Hawaii                                  | Hawaii            | 08:35:25 |                                                                            |
| 23. Juli 2017 | 2    | Ironman France                                  | Nizza             | 08:36:18 |                                                                            |
| 20. Mai 2017  | 2    | Ironman Lanzarote                               | Puerto del Carmen | 08:43:23 |                                                                            |
| 26. Juni 2016 | 3    | Ironman Austria                                 | Klagenfurt        | 08:13:53 | persönliche Bestzeit auf der Ironman-Distanz                               |
| 10. Apr. 2016 | 7    | Ironman South Africa                            | Port Elizabeth    | 08:29:37 |                                                                            |
| 26. Sep. 2015 | 3    | Ironman Mallorca                                | Alcúdia           | 08:23:56 |                                                                            |
| 23. Mai 2015  | 1    | Ironman Lanzarote                               | Puerto del Carmen | 08:56:50 | Sieg beim zweiten Ironman-Start – mit 2:47:16 Stunden für den Marathon     |
| 6. Juli 2014  | 5    | Ironman Germany                                 | Frankfurt         | 08:20:39 | erster Start auf der Ironman-Distanz bei der Ironman European Championship |

| Datum/Jahr    | Rang | Wettbewerb                                  | Austragungsort  | Zeit     | Bemerkung |
| ------------- | ---- | ------------------------------------------- | --------------- | -------- | --- |
| 26. Jan. 2025 | 6    | ITA Winter Triathlon National Championships | Cogne           | 01:35:28 | |
| 13. Feb. 2009 | 6    | ITU Winter Triathlon World Championships    | Gaishorn am See | 01:20:55 | |
| 8. Feb. 2009  | 4    | ETU European Winter Triathlon Championships | Latky Mlaky     | 01:17:59 | Europameisterschaft Winter-Triathlon                                                                                       |
| 22. Feb. 2008 | 5    | ITU Winter Triathlon World Championships    | Freudenstadt    | 01:40:44 | CoolMan vom 22. bis 24. Februar 2008 als Wintertriathlon-Weltmeisterschaft                                                 |
| 9. März 2008  | 2    | ITU Winter Triathlon European Cup           | Mals            | 01:22:19 | |
| 3. März 2007  | 10   | ITU Winter Triathlon World Championships    | Flassin         | 01:42:36 | |
| 21. Jan. 2007 | 1    | ETU Winter Triathlon World Cup              | Freudenstadt    | 01:19:23 | Wegen Schneemangel musste der CoolMan als Duathlon ausgetragen werden (7,5 km Laufen, 20 km Mountainbiken und 2 km Laufen) |
| 2005          | 1    | ETU Winter Triathlon European Championships | Freudenstadt    |          | Europameisterschaft Wintertriathlon (7,5 km Laufen, 16 km Mountainbiken und 10 km Langlaufen) beim CoolMan                 |

(DNF – Did Not Finish)